# Pulvinulus
Pulvinulus es un género de foraminífero bentónico considerado un sinónimo posterior de Eponides de la Subfamilia Eponidinae, de la Familia Eponididae, de la Superfamilia Discorboidea, del Suborden Rotaliina y del Orden Rotaliida. Su especie-tipo era Eponides repandus. Su rango cronoestratigráfico abarcaba el Holoceno.

## Clasificación
Pulvinulus incluía a las siguientes especies:
- Pulvinulus asterisans
- Pulvinulus repandus